# Człowiek bez paszportu
Człowiek bez paszportu (ros. Человек без паспорта) – film sensacyjno-szpiegowski produkcji radzieckiej z 1966 roku w reżyserii Anatolija Bobrowskiego.

## Opis fabuły
Do Związku Radzieckiego zostaje przerzucony agent zachodniego wywiadu, emigrant Biełyj, który w ZSRR zaczyna pracować pod nazwiskiem Rabicz. Po dotarciu do Moskwy od łącznika otrzymuje zadanie dotarcia na północ, do niedużego osiedla Prioziersk w Tajdze i nawiązania kontaktu z miejscowym agentem zachodniej siatki wywiadowczej. Wkrótce po tym grupa radzieckich kontrwywiadowców pod dowództwem mjr. Bachrowa wpada na ślad łącznika siatki o nazwisku Katko. Podczas nieudanej próby aresztowania go, łącznik ginie pod kołami samochodu, jednak radzieckim wywiadowcom udaje się przejąć jego mikrofilmy na których widoczne są zdjęcia pewnego ważnego zakładu przemysłowego. Jest on umiejscowiony w rejonie do którego wysłany został Rabicz. Zdjęcia wykonane są z "lotu ptaka", co początkowo dla grupy Bachtrowa stanowi swoista zagadkę – skąd agenci obcego wywiadu mogli dysponować samolotem dla ich wykonania? Po przybyciu do Priozierska Rabicz nawiązuje kontakt z miejscowym agentem Izmajłowem. Jest to stary człowiek, który załatwia Rabiczowi pokój i pracę w miejscowym kombinacie i nie waha się również przed zamordowaniem z zimną krwią miejscowego drwala, który przez przypadek odkrył jego tajną skrytkę ze szpiegowskimi materiałami. Agenci Bachtarowa wkrótce przybywają do osiedla i dzięki jego intuicji udaje się im rozwikłać zagadkę "lotniczych" zdjęć fabryki. Jak się okazuje, zostały one wykonane przez hodowlane gołębie z przytwierdzonymi do nich miniaturowymi aparatami fotograficznymi. Dzięki informacjom uzyskanym od lokalnego hodowcy takich gołębi, który doskonale pamięta komu sprzedał kilka z nich, wywiadowcom udaje się aresztować Izmajłowa. Zagrożony Rabicz ucieka do Moskwy, gdzie znajduje bezpieczny azyl u przygodnie poznanej wcześniej Olgi. Gdy ta poznaje prawdę o nim zaczyna namawiać go aby się ujawnił. Rabicz odmawia i ma zamiar uciekać dalej, jednak pod drzwiami mieszkania Olgi czaka już na niego Bachrow ze swoimi ludźmi.

## Obsada aktorska
- Władimir Zamanski – agent zachodniego wywiadu Biełyj vel Rabicz
- Giennadij Frołow – mjr Bachrow
- Nikołaj Gricenko  – Izmajłow
- Lionella Pyriewa – Olga
- Aleksiej Ejbożenko – por. Leżniow
- Michaił Pogorżelski – płk. Zubariew
- Władimir Osieniew – Katko
- Konstantin Tyrtow – agent zagranicznego wywiadu "Pastor"
- Wiktor Pawłow – prokurator Gorochow
- Swietłana Konowałowa – żona Izmajłowa
- Arkadij Trusow – hodowca gołębi
- Walentin Graczow – Korszunow, drwal zamordowany przez Izmajłowa
- Anna Gorunowa – pracownica urzędu pocztowego w Moskwie
- Jewgienija Chanaiewa – pracownica urzędu pocztowego w Moskwie
- Wiktor Bajkow – kierownik urzędu pocztowego w Moskwie
- Władimir Gulajew – komendant lokalnego posterunku milicji
- Aleksiej Swiekło – Olejczenko, drwal "wrobiony" w zabójstwo Korszunowa
- Gieorgij Rybakow – agent zagranicznego wywiadu przygotowujący Biełyja
- Lidia Dranowska – świadek Zabłudna, która pomaga zdemaskować "Pastora"
- Wiktor Uralski – szef lokalnej placówki KGB
- Anatolij Juszko – oficer KGB
- Władimir Smirnow – oficer KGB
- Gieorgij Sowczyc – oficer KGB
- Jelena Wolska – konduktorka
- Emilia Trejwas – bufetowa w wagonie restauracyjnym
- Gieorgij Swietlanin – kelner w wagonie restauracyjnym
- Robert Daglish – pracownik zagranicznego wywiadu
- Władłen Paulus – prowokator zagranicznego wywiadu
- Fiodor Odinkow – prowokator zagranicznego wywiadu
- Artiom Karapietian – prowokator zagranicznego wywiadu

i inni.